# Pusiano
Pusiano är en ort och kommun i provinsen Como i regionen Lombardiet i Italien. Kommunen hade 1 372 invånare (2018).